# Brunehaut
Brunehaut (dialectul picard: Brunéo) este o comună francofonă din regiunea Valonia din Belgia. La 1 ianuarie 2008 avea o populație totală de 7.740 locuitori. 

## Geografie
Comuna actuală Brunehaut a fost formată în urma unei reorganizări teritoriale în anul 1977, prin înglobarea într-o singură entitate a nouă comune învecinate. Suprafața totală a comunei este de 46,11 km². Comuna este subdivizată în secțiuni, ce corespund aproximativ cu fostele comune de dinainte de 1977. Acestea sunt:
| - I. Bléharies - II. Laplaigne - III. Hollain - IV. Jollain-Merlin - X. Merlin - XI. Jollain - V. Lesdain - VI. Wez-Velvain - XI. Velvain - XII. Wez - VII. Guignies - VIII. Howardries - IX. Rongy |

Localitățile limitrofe sunt:
| În Belgia: | În Franța:                                                                                                   |
| - Comuna Rumes: - a. La Glanerie - b. Taintignies - Comuna Tournai: - c. Ere - d. Saint-Maur - Comuna Antoing - e. Bruyelle - f. Péronnes-lez-Antoing | - g. Flines-lès-Mortagne - h. Mortagne-du-Nord - i. Maulde - j. Lecelles - k. Rumegies - l. Aix - m. Mouchin |

## Localități înfrățite
- Franța: Sallenelles.